# Tioga Hill
Tioga Hill är en kulle i Antarktis. Den ligger i Sydorkneyöarna. Argentina och Storbritannien gör anspråk på området. Toppen på Tioga Hill är 290 meter över havet. Tioga Hill ligger på ön Signy.
Terrängen runt Tioga Hill är kuperad norrut, men österut är den platt. Trakten är obefolkad. Det finns inga samhällen i närheten. 